# Holothuria impatiens
Holothuria impatiens is een zeekomkommer uit de familie Holothuriidae.
De wetenschappelijke naam van de soort werd in 1775 gepubliceerd door Forskål.